# Carl Lawson (Footballspieler)
Carl Lawson (* 29. Juni 1995 in Alpharetta, Georgia) ist ein US-amerikanischer American-Football-Spieler auf der Position des Defensive Ends. Aktuell spielt er für die Dallas Cowboys in der National Football League (NFL).

## Frühe Jahre
Lawson wuchs in Georgia auf und besuchte die Milton High School in Milton, Georgia. Sein Vater, Carl Sr., war ebenfalls Footballspieler und spielte als Fullback für das Georgia Institute of Technology. In seiner Highschool war er in der Football-, Leichtathletik- und Wrestlingmannschaft seiner Schule. In der Footballmannschaft war er vor allem als sehr guter Pass Rusher bekannt, so konnte er in seinem Juniorjahr 87 Tackles und 15 Sacks sowie in seinem Seniorjahr 78 Tackles und 27 Sacks verzeichnen. Er galt als einer der besten Spieler seines Jahrgangs. Nach seinem Highschoolabschluss erhielt er ein Stipendium der Auburn University in Auburn, Alabama, für die er von 2013 bis 2016 spielte. Bereits in seinem ersten Jahr an der Schule kam er des Öfteren zum Einsatz und konnte dabei 20 Tackles und 4 Sacks verzeichnen. Sein zweites Jahr verpasste er jedoch aufgrund einer Verletzung am Kreuzband. Insgesamt kam er für die Universität in 30 Spielen zum Einsatz und konnte dabei 67 Tackles sowie 14,5 Sacks verzeichnen. Außerdem konnte er mit seiner Mannschaft 2013 die Southeastern Conference gewinnen und ins Finale der Collegemeisterschaft einziehen, das jedoch mit 31:34 gegen die Florida State University verloren wurde. Zusätzlich konnte er 2015 den Birmingham Bowl mit seiner Mannschaft gewinnen. Gerade in seinem letzten Jahr konnte er auch spielerisch überzeugen und wurde daher ins First-Team All-American sowie ins First-Team All-SEC gewählt.

## NFL

### Cincinnati Bengals
Beim NFL Draft 2017 wurde Lawson in der 4. Runde an 116. Stelle von den Cincinnati Bengals ausgewählt. Sein Debüt in der NFL gab er daraufhin am 1. Spieltag der Saison 2017 bei der 0:20-Niederlage gegen die Baltimore Ravens. Am 3. Spieltag hatte er bei der 24:27-Niederlage gegen die Green Bay Packers ein sehr gutes Spiel und konnte den Quarterback der Packers, Aaron Rodgers, insgesamt 2,5 Mal sacken. Dies ist bis heute sein Karrierehöchstwert. Daraufhin stand er am 4. Spieltag beim 31:7-Sieg gegen die Cleveland Browns erstmals in der Startformation der Bengals. In der restlichen Saison kam er jedoch nur als Backup zum Einsatz. Insgesamt hatte er trotzdem eine gute Rookie-Saison und kam in allen 16 Spielen zum Einsatz, jedoch nur einmal als Starter. Dabei konnte er 16 Tackles sowie 8,5 Sacks verzeichnen. Für diese Leistung wurde er ins PFWA All-Rookie Team gewählt. Auch in seinem zweiten Jahr blieb Lawson nur Backup, kam aber in jedem der ersten 7 Saisonspielen zum Einsatz. Die restliche Saison verpasste er jedoch aufgrund einer erneuten Verletzung am Kreuzband auf der Injured Reserve Liste.
Auch in der Saison 2019 kam er über seine Rolle als Backup jedoch nicht hinaus. Er kam in 12 der 16 Spiele zum Einsatz, davon jedoch lediglich zweimal als Starter. Am letzten Spieltag konnte er jedoch beim 33:23-Sieg gegen die Cleveland Browns zwei Sacks an Quarterback Baker Mayfield erzielen. Auch in die Saison 2020 startete er als Backup. Am 3. Spieltag beim 23:23-Unentschieden gegen die Philadelphia Eagles konnte er jedoch erneut 2 Sacks verzeichnen, diesmal an Carson Wentz. Daneben erreichte er auch 8 Tackles, sein Karrierehöchstwert. Daraufhin kam er für die restliche Saison größtenteils als Starter zum Einsatz.

### New York Jets
Am 18. März 2021 unterschrieb er einen Vertrag über drei Jahre bei den New York Jets. In der Saisonvorbereitung für 2021 zog Lawson sich im Training am 19. August 2021 einen Achillessehnenriss zu und fiel damit für die ganze Saison aus. Zur Saison 2022 wurde er dann Stammspieler in der Defense der Jets. Er gab sein Debüt direkt am 1. Spieltag der Saison bei der 9:24-Niederlage gegen die Baltimore Ravens, bei der er als Starter zwei Tackles verzeichnete. Beim 24:20-Sieg gegen die Pittsburgh Steelers am 4. Spieltag konnte er seinen ersten ganzen Sack für die Jets an deren Quarterback Mitch Trubisky verzeichnen. Insgesamt konnte er in der Saison 33 Tackles und sieben Sacks verzeichnen, die zweitmeisten Sacks hinter Quinnen Williams im Team.

### Dallas Cowboys
Im August 2024 nahmen die Dallas Cowboys Lawson unter Vertrag.

## Karrierestatistiken
| Legende | Legende            |
| ------- | ------------------ |
| Fett    | Karrierehöchstwert |

### Regular Season
| 2017                               | Bengals          | 16 | 1  | 16           | 10           | 6            | 8,5          | 0            | 0            | 0            |
| 2018                               | Bengals          | 7  | 0  | 6            | 4            | 2            | 1,0          | 0            | 0            | 0            |
| 2019                               | Bengals          | 12 | 2  | 23           | 17           | 6            | 5,0          | 0            | 0            | 0            |
| 2020                               | Bengals          | 16 | 11 | 36           | 18           | 18           | 5,5          | 2            | 0            | 0            |
| 2021                               | Jets             | 0  | 0  | Ohne Einsatz | Ohne Einsatz | Ohne Einsatz | Ohne Einsatz | Ohne Einsatz | Ohne Einsatz | Ohne Einsatz |
| 2022                               | Jets             | 17 | 17 | 33           | 18           | 15           | 7,0          | 1            | 1            | 0            |
| 2023                               | Jets             | 6  | 0  | 5            | 2            | 3            | 0            | 0            | 0            | 0            |
| 2024                               | Dallas Cowboys   | 15 | 3  | 15           | 7            | 8            | 5,0          | 1            | 0            | 0            |
| Gesamte Karriere                   | Gesamte Karriere | 89 | 34 | 134          | 76           | 58           | 32,0         | 4            | 1            | 0            |
| Quelle: pro-football-reference.com |                  |    |    |              |              |              |              |              |              |              |